# Sidney Franklin
Sidney Franklin o Sidney Arnold Franklin, (San Francisco, California, 21 de marzo de 1893 - Santa Mónica, California, 18 de mayo de 1972), fue un director y productor cinematográfico estadounidense. 
Su hermano, Chester Mortimer Franklin (1890 – 1954), también fue director, y trabajó en la época del cine mudo.
Sidney Franklin falleció en 1972 a causa de un ataque cardíaco. Fue enterrado en el Cementerio Hollywood Forever, de Los Ángeles. 
Por su dedicación al cine, recibió una estrella en el Paseo de la Fama de Hollywood, en el 6.566 del Hollywood Boulevard.

## Filmografía

### Como director
- The Forbidden City (1918)
- La isla del tesoro (1918)
- Smilin' Through (1922)
- Beverly of Graustark (1926)
- The Last of Mrs. Cheyney (1929)
- A Lady's Morals (1930)
- Private Lives (1931)
- Solo ella lo sabe (The Guardsman) (1931)
- Smilin' Through (1932)
- The Barretts of Wimpole Street (Versiones de 1934 y 1957)
- The Dark Angel (1935)
- The Good Earth (1937)
- Duelo al sol (1946)

### Como productor
- Ninotchka (1939) (productor asociado)
- Waterloo Bridge (1940)
- La señora Miniver (1942)
- Niebla en el pasado (1942)
- Madame Curie (1943)
- The White Cliffs of Dover (1944)
- El despertar (1946)
- Homecoming (1948)
- Command Decision (1948)
- The Miniver Story (1950), secuela de La señora Miniver
- Fearless Fagan (1952) (productor asociado)
- Sky Full of Moon (1952)
- The Story of Three Loves (1953)
- Gypsy Colt (1953)
- Young Bess (1953)
- Torch Song (1953)

## Premios y distinciones
Premios Óscar
| Año  | Categoría      | Película        | Resultado |
| ---- | -------------- | --------------- | --------- |
| 1938 | Mejor director | La buena tierra | Nominado  |